# 12 mai 2013
Le dimanche 12 mai est le 132e jour de l'année 2013.

## Décès
- Olaf B. Bjørnstad, Sauteur à ski norvégien[1].
- Kenneth Battelle, Coiffeur de Jackie Kennedy et de Marilyn Monroe[2].
- Félix Ramananarivo, Prélat catholique malgache[3].

## Événements
- Le pape François procède à la canonisation de Laura Montoya Upegui (Madre Laura), religieuse colombienne, de Maria Guadalupe Garcia Zavala (Madre Lupita), religieuse mexicaine et des 800 martyrs d'Otrante décédés le 14 août 1480, tués par les soldats Turcs menés par Gedik Ahmed Pacha pour avoir refusé de se convertir à l'islam après la chute de leur ville[4],[5].
- Élections législatives en Bulgarie.
- Formule 1 avec le Grand Prix automobile d'Espagne 2013.
- L'Olympiakós  Real Madrid  en finale de l'Euroligue de basket 100 à 88, à Londres, et conserve son titre[6].
- Un accord est annoncé par le gouvernement portugais qui indique que son plan d'austérité est approuvé par ses créanciers[7].